# There Was a Time
«There Was A Time» es una canción del grupo de hard rock estadounidense Guns N' Roses. El vocalista Axl Rose declaró que es la canción definitiva de la banda. Pertenece al sexto álbum de estudio de la banda, Chinese Democracy.

El guitarrista Paul Tobias y el tecladista Dizzy Reed aportaron ideas musicales a la canción.